# Joris Dumery

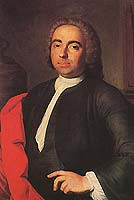
Joris Dumery (schilderij van Mathias De Visch).

Joris Dumery (Hove, 1715 - Brugge, 1 augustus 1787) was een bekend klokkengieter en bouwer van verschillende beiaarden. 

## Levensloop
Hij was in 1743 gehuwd met Maria De Hont uit Hilvarenbeek, die stamde uit een familie van uurwerkmakers. Hij ging in de leer bij Alexius Jullien in Lier en werkte vanaf 1736 als zelfstandig klokkengieter in Antwerpen, samen met zijn toekomstige schoonvader, de uurwerkmaker Antoon De Hont.
In 1738-1739 goot hij de klokken voor een beiaard in Sint-Martens-Lierde en voor de grote beiaard in de Sint-Maartenstoren in Kortrijk. Hij kreeg de opdracht om de volledig door brand vernielde beiaard van het Brugse Belfort, te vervangen. Hij kwam in 1744 in Brugge wonen en werd er in 1750 poorter. Hij vestigde zich bij de Boeveriestraat in de vroegere gieterij van Herman Lootens. Hij goot alle 47 klokken van de beiaard. In de loop van de jaren 1960 werden een aantal klokken vervangen door nieuwe. Sommige van de oude klokken worden bewaard in het Gruuthusemuseum.
Hij goot ook de beiaarden van Tielt, Harelbeke en Torhout in West-Vlaanderen en verder van Aalst, Zottegem, Ninove, Edingen en Chimay. 
Tevens goot hij afzonderlijke klokken voor de Antwerpse Sint-Jacobskerk, voor de Mechelse Sint-Romboutskerk, voor de Brugse kerken gewijd aan Sint-Salvator, Sint-Gillis en Sint-Anna en voor talrijke dorpskerken.
Hij goot ook bronzen kunstvoorwerpen, zoals de dolfijn die eerst als openbare waterpomp werd geplaatst aan het Sint-Joosgodshuis in de Ezelstraat, daarna aan de Smedenkapel in de Smedenstraat en nu in de binnentuin van het Groeningemuseum staat .

## Opvolging
Zijn zoon, Willem Dumery (1745-1793), nam in 1784 de zaak over. Naast klokken goot hij ook koperen en bronzen kandelaars, kruisbeelden en koorlessenaars. Voor de Sint-Walburgakerk in Brugge goot hij een koperen lezenaar.
Willem werd opgevolgd door zijn twee zoons, Willem Dumery jr. (1772-1848) en Jacob Dumery (1773-1836). De productie werd bemoeilijkt door de Franse Revolutie. Ze goten niettemin klokken voor het Sint-Janshospitaal in Brugge. 
Na het overlijden van de broers werd het bedrijf nog enkele jaren verder gezet. Het was de weduwe van Jacob, Isabella van Lutsenborg, die hiervoor zorgde. De activiteiten vielen echter al stil voor haar dood in 1855. De laatste klok die bekend is als gemaakt bij Dumery, dateert van 1844 en was voor de Godelieveabdij in de Boeveriestraat. Ze was getekend Wwe Jacobus + Guilielmus.
Als eerbetoon aan Joris Dumery werd in de jaren 1980 een kort deel van de Boeveriestraat omgedoopt tot Joris Dumeryplein en werd er een houten staketsel met klok geplaatst.